# Alcides Báez
Alcides Báez (Asunción, 17 de enero de 1947-8 de octubre de 2023) fue un futbolista de Paraguay que jugó en la posición de guardameta.

## Carrera

### Club
| Periodo   | Club               |
| --------- | ------------------ |
| 1971      | Club Cerro Porteño |
| 1973-1974 | Club Cerro Porteño |
| 1974-1975 | CD Tenerife        |
| 1976-1979 | Club Libertad      |

### Selección nacional
Jugó para Paraguay en 16 ocasiones de 1971 a 1979, ganó la Copa América 1979.

## Logros

### Club
- Primera División de Paraguay (3): 1973, 1974, 1976

### Selección nacional
- Copa América (1): 1979